# روس ادجار
روس ادجار (بالإنجليزية: Ross Edgar) مواليد 3 يناير 1983 في سوفولك، المملكة المتحدة، هو دراج اسكتلندي في صنف سباق الدراجات على المضمار. شارك في دورة الألعاب الأولمبية الصيفية وفاز بميدالية أولمبية. حقق أيضا ميدالية في دورة ألعاب الكومنولث.

## الميداليات
| الميدالية | المسابقة                       |
| --------- | ------------------------------ |
| فضية      | الألعاب الأولمبية الصيفية 2008 |

## روابط خارجية
- روس ادجار على موقع الاتحاد الدولي للدراجات (الإنجليزية)
- روس ادجار على موقع أرشيف الدراجات (الإنجليزية)
- روس ادجار على موقع إحصائيات الدراجات الإحترافية (الإنجليزية)
- روس ادجار على موقع أوليمبيديا (الإنجليزية)
- روس ادجار على موقع اللجنة الأولمبية البريطانية (الإنجليزية)
- روس ادجار على موقع اتحاد ألعاب الكومنولث (مؤرشف) (الإنجليزية)
- روس ادجار على موقع دورة ألعاب الكومنولث 2006 (مؤرشف) (الإنجليزية)
- Team GB Rider Profile